# Ichthyomyini
Ichthyomyini – plemię ssaków z podrodziny bawełniaków (Sigmodontinae) w obrębie rodziny chomikowatych (Cricetidae).

## Zasięg występowania
Plemię obejmuje gatunki występujące w Ameryce.

## Podział systematyczny
Do plemienia należą następujące rodzaje:
- Neusticomys Anthony, 1921 – rybołapek
- Daptomys Anthony, 1929
- Chibchanomys Voss, 1988 – rybkożerek – jedynym przedstawicielem jest Chibchanomys trichotis (O. Thomas, 1897) – rybkożerek stokowy
- Anotomys O. Thomas, 1906 – rybojadek – jedynym przedstawicielem jest Anotomys leander O. Thomas, 1906 – rybojadek równikowy
- Ichthyomys O. Thomas, 1893 – krabojadek
- Rheomys O. Thomas, 1906 – strumieniak